# Fritz Wittmann
Fritz Wittmann (* 21. März 1933 in Plan bei Marienbad, Tschechoslowakei; † 17. Oktober 2018 in München) war ein deutscher Jurist und Politiker (CSU). Er war von 1994 bis 1998 Präsident des Bundes der Vertriebenen und Abgeordneter im Deutschen Bundestag.

## Leben
Wittmann wurde im Egerland geboren und ist nach der Vertreibung in Ingolstadt aufgewachsen. Er studierte Rechtswissenschaften in München. Ebenda wurde er Mitglied der katholischen Studentenverbindung KDStV Tuiskonia München im CV. 1960 bis 1961 war er wissenschaftlicher Assistent am Lehrstuhl für Völkerrecht an der LMU. 1961 wurde er Richter am Landgericht München. 1964 wurde er an der Ludwig-Maximilians-Universität in München mit der Arbeit Das Problem des Obligatoriums in der internationalen Gerichtsbarkeit promoviert. 1963 wurde er persönlicher Referent der damaligen Justizminister Richard Jaeger und Gustav Heinemann  im Bundesjustizministerium. 1967 wechselte er in das Bayerische Sozialministerium. Im Bereich der „Führungshilfen“ leitete er den Planungsstab für Vertriebenenfragen.
Er war Oberst der Reserve und Träger des Ehrenkreuzes der Bundeswehr in Gold.
Wittmann war verheiratet mit Irmengard Wittmann und hatte drei Kinder, seine Tochter Mechthilde Wittmann ist ebenfalls Politikerin (CSU).

## Politik
Wittmann war von 1956 bis 1959 Landessekretär der Jungen Union (JU) Bayern, von 1957 bis 1958 Landesvorsitzender des RCDS in Bayern und leitete von 1983 bis 1991 den Wehrpolitischen Arbeitskreis der CSU. Wittmann war von 1971 bis 1994 und vom 22. August 1996 bis 26. Oktober 1998  Mitglied des Deutschen Bundestages. Zu seinen parlamentarischen Ämtern zählten die Mitgliedschaften im Rechts-, Innen- und Auswärtigen Ausschuss sowie im Ausschuss für Arbeit und Sozialordnung. Von 1977 bis 1991 war er rechtspolitischer Sprecher der CDU/CSU-Bundestagsfraktion; von 1991 bis 1994 war er Vorsitzender des Verteidigungsausschusses des Deutschen Bundestags. Schwerpunkt seines politischen Wirkens war die Vertriebenenpolitik. 
Von 1994 bis 1998 war er Präsident des Bundes der Vertriebenen. Er war auch Vorsitzender des Landesverbandes Bayern des Bundes der Vertriebenen, Stellvertretender Bundesvorsitzender der Sudetendeutschen Landsmannschaft, Gründungsvorsitzender des Vorstandes der Sudetendeutschen Stiftung sowie Mitglied des ehemaligen Verwaltungsrats der Deutschen Ausgleichsbank.